# Opactwo św. Michała Archanioła na Mont Saint-Michel
Opactwo św. Michała Archanioła na Mont Saint-Michel – były męski klasztor benedyktyński na wzgórzu Mont Saint-Michel, we Francji, ufundowany w 966 roku, na terenie istniejącego od 709 roku sanktuarium św. Michała Archanioła, zamknięty podczas Rewolucji Francuskiej w 1791 roku, a następnie reaktywowany w 1966 roku. Od 2001 klasztor Monastycznych Wspólnot Jerozolimskich.

## Historia

### Sanktuarium
Według legendy w 709 roku biskupowi Avranches, świętemu Aubertowi, objawił się Michał Archanioł, prosząc o zbudowanie kościoła na skale. Biskup dwukrotnie zlekceważył prośbę aż do momentu, kiedy św. Michał, dotknąwszy palcem biskupiej głowy, wypalił w niej dziurę, ale pozostawił nieszczęśnika przy życiu. Czaszka św. Auberta z owym otworem przechowywana jest do dziś w katedrze w Avranches. Krótko potem została zbudowana pierwsza kaplica w grocie, a poprzednia nazwa Mont-Tombe została zastąpiona Mont Saint-Michel-au-péril-de-la-Mer. Podczas budowy według legend doszło do rzekomych cudów – poranna rosa wyznaczyła zarys fundamentów, skradziona krowa ukazała się nagle tam gdzie powinien lec pierwszy złom granitu, trzymane na rękach niemowlę odsunęło stopami głaz zagradzający drogę oraz ukazanie się świętego Michała, który wskazał źródło słodkiej wody.

### Opactwo
Hrabiowie z Rouen, potem książęta Normandii, hojnie obdarowali zakonników, zmuszonych przez Normanów do ucieczki na obronną z natury wyspę. Mont Saint-Michel nabyło ponadto znaczenia strategicznego po przyłączeniu w 933 roku półwyspu Cotentin do księstwa Normandii i znalezieniu się na granicy z księstwem Bretanii.
Książę Ryszard I Nieustraszony (943–996) podczas swych pielgrzymek do sanktuarium oburzał się, że mnisi zlecali wykonywanie obrzędów religijnych świeckim duchownym, płacąc im za tę czynność. Wystarał się więc u papieża Jana XIII o bullę dającą mu prawo przywrócenia porządku w klasztorze i w 966 roku, wraz z mnichami przybyłymi z opactwa św. Wandrille’a z Fontenelle, założył nowe opactwo benedyktyńskie (Fontenelle).
W 1256 i 1264 roku, pielgrzymkę do opactwa na Mont Saint-Michel odbył Ludwik IX Święty.
Bogactwo i siła nowego opactwa, jak też i prestiż sanktuarium, przyciągały tłumy pielgrzymów, co trwało aż do okresu reformacji. U stóp sanktuarium powstało miasteczko oferujące pielgrzymom gościnę. Opactwo nieprzerwanie cieszyło się względami książąt normandzkich, a następnie królów Francji.
W czasie wojny stuletniej opactwo zostało opasane nowym pierścieniem murów obronnych, teraz obejmujących także miasteczko. Anglicy próbowali je kilkakrotnie zdobywać, ale bezskutecznie. Pamiątką po jednym ze szturmów są dwie machiny oblężnicze pozostawione pod murami Mont Saint-Michel.
Począwszy od 1523 roku opata sanktuarium wyznaczał bezpośrednio król Francji, powierzając często pełnienie tej funkcji osobie świeckiej i dając jej prawo korzystania z dochodów klasztornych. Na terenie opactwa zostało zbudowane więzienie i klasztor się wyludnił. Przyczyniły się też do tego wojny religijne. W 1622 roku klasztor przeszedł w ręce benedyktynów z kongregacji świętego Maura, fundatorów szkoły, tylko w niewielkim stopniu troszczących się o utrzymanie budowli w dobrym stanie.
Z rokiem 1791, w następstwie rewolucji francuskiej, ostatni mnisi zostali wydaleni z opactwa, które zostało zmienione w więzienie. Począwszy od 1793 roku przetrzymywano w nim ponad trzystu księży odmawiających przyjęcia nowej konstytucji cywilnej kleru.
Wobec protestów przeciwko aresztowaniu socjalistów Martina Bernarda, Armanda Barbès i Auguste Blanqui dekretem cesarskim z 1863 więzienie zamknięto. Opactwo przeszło następnie w ręce biskupa z Coutances.
W 1966 roku do opactwa przybyła grupa mnichów benedyktyńskich, jednak była ona nieliczna, przez co poszukiwano większej wspólnoty, która mogłaby tam zamieszkać.
W 2001 roku klasztor przekazano Monastycznym Wspólnotom Jerozolimskim.

## Architektura

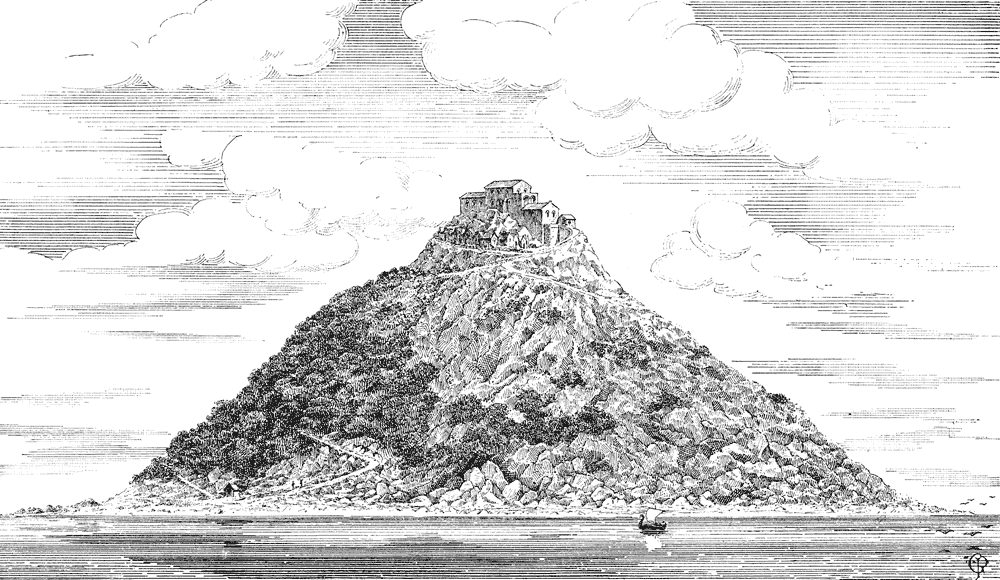
Widok na Mont Saint-Michel pod koniec X wieku (ryc. Paula Gout z 1910)

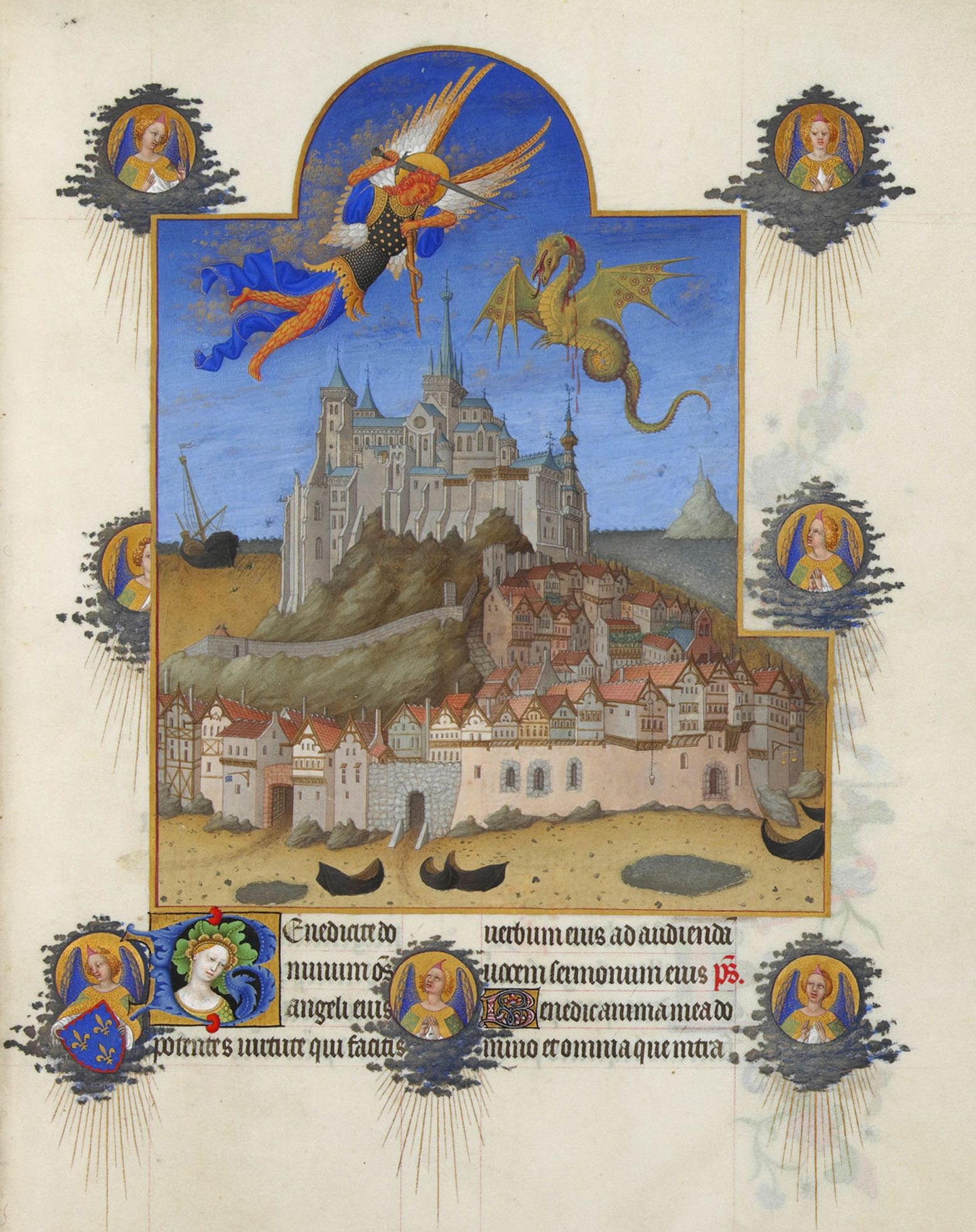
Ilustracja z Bardzo bogatych godzinek księcia de Berry, około 1415

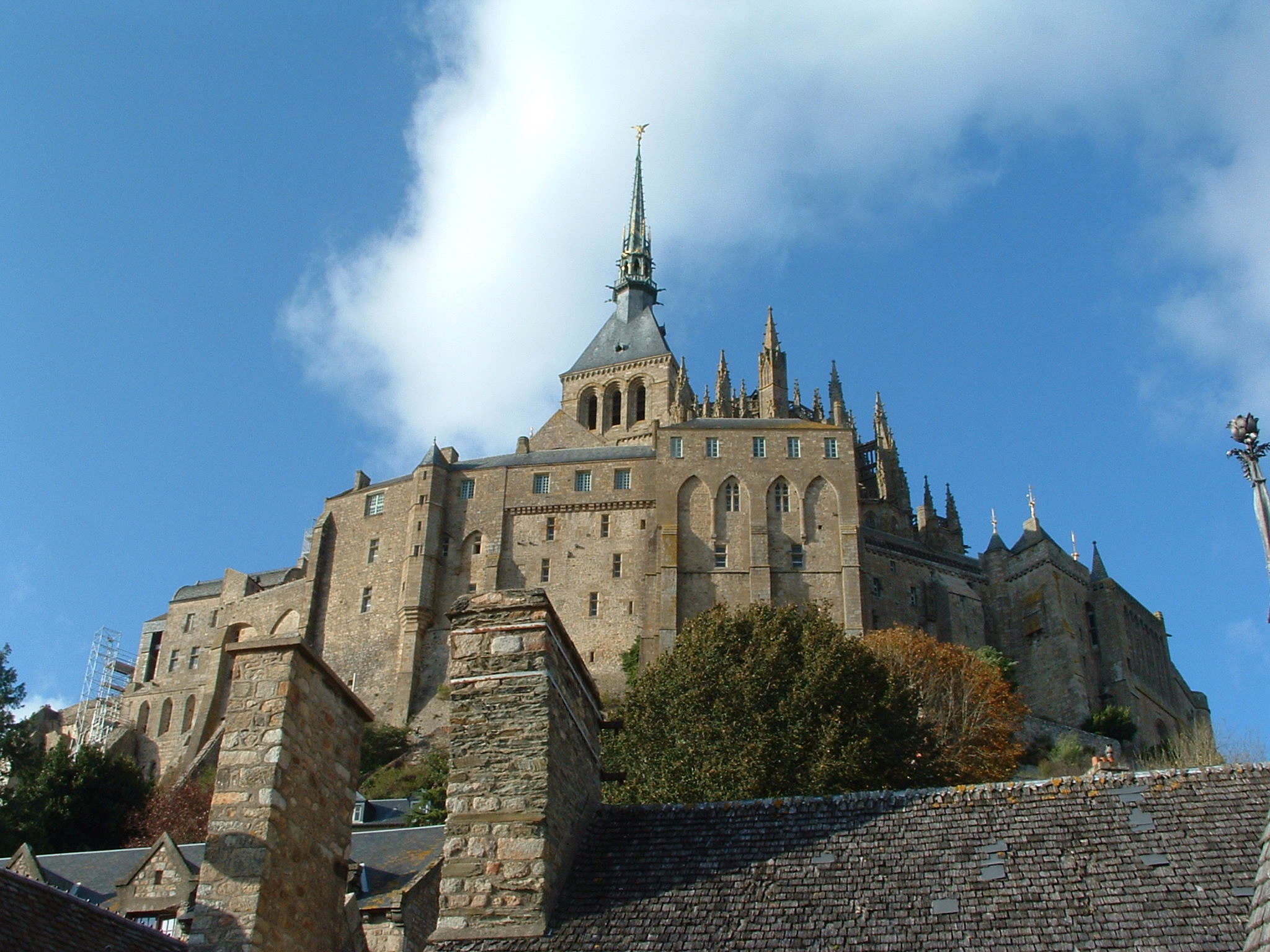
Mont Saint-Michel od południowego wschodu

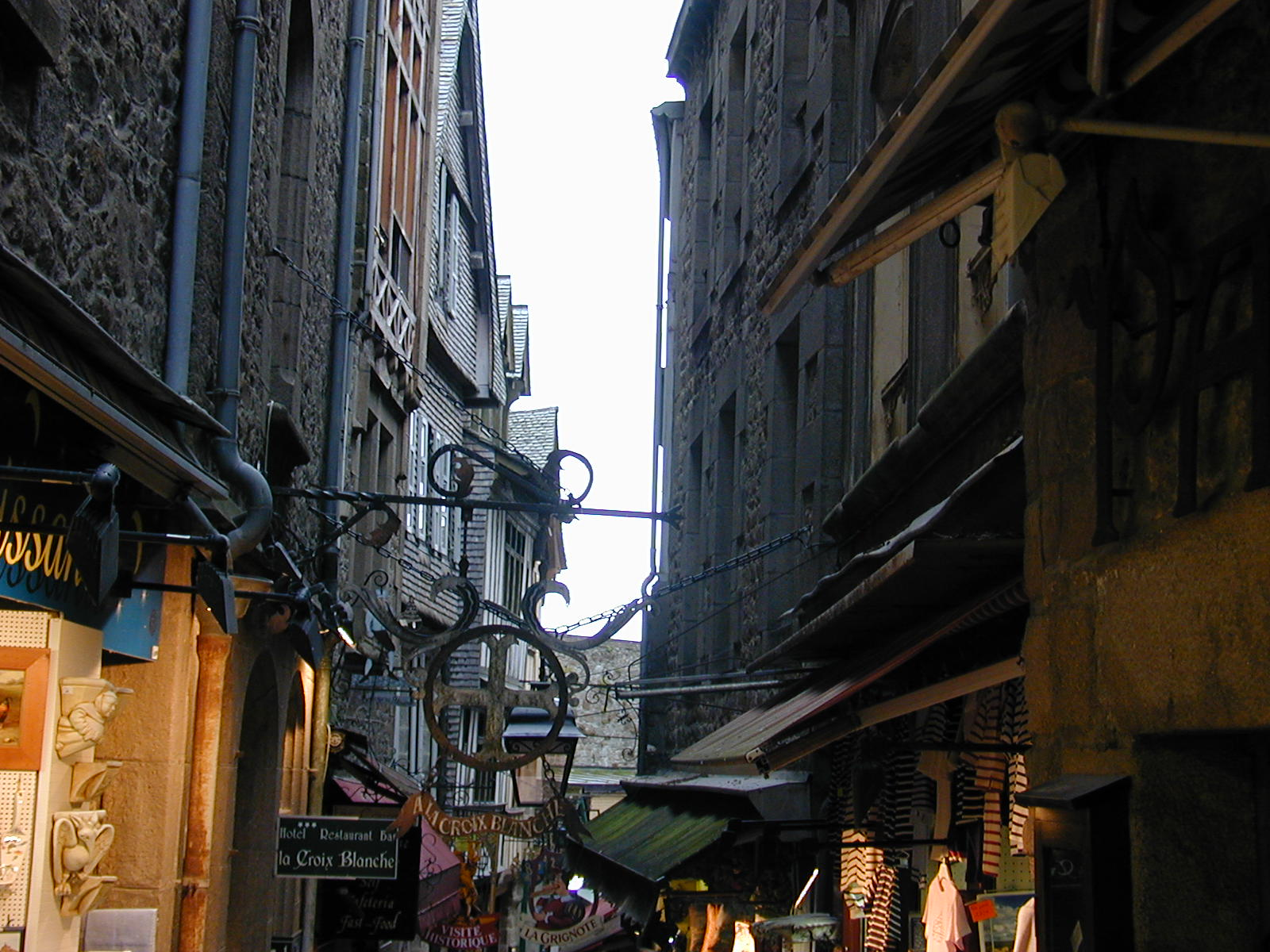
Grande Rue

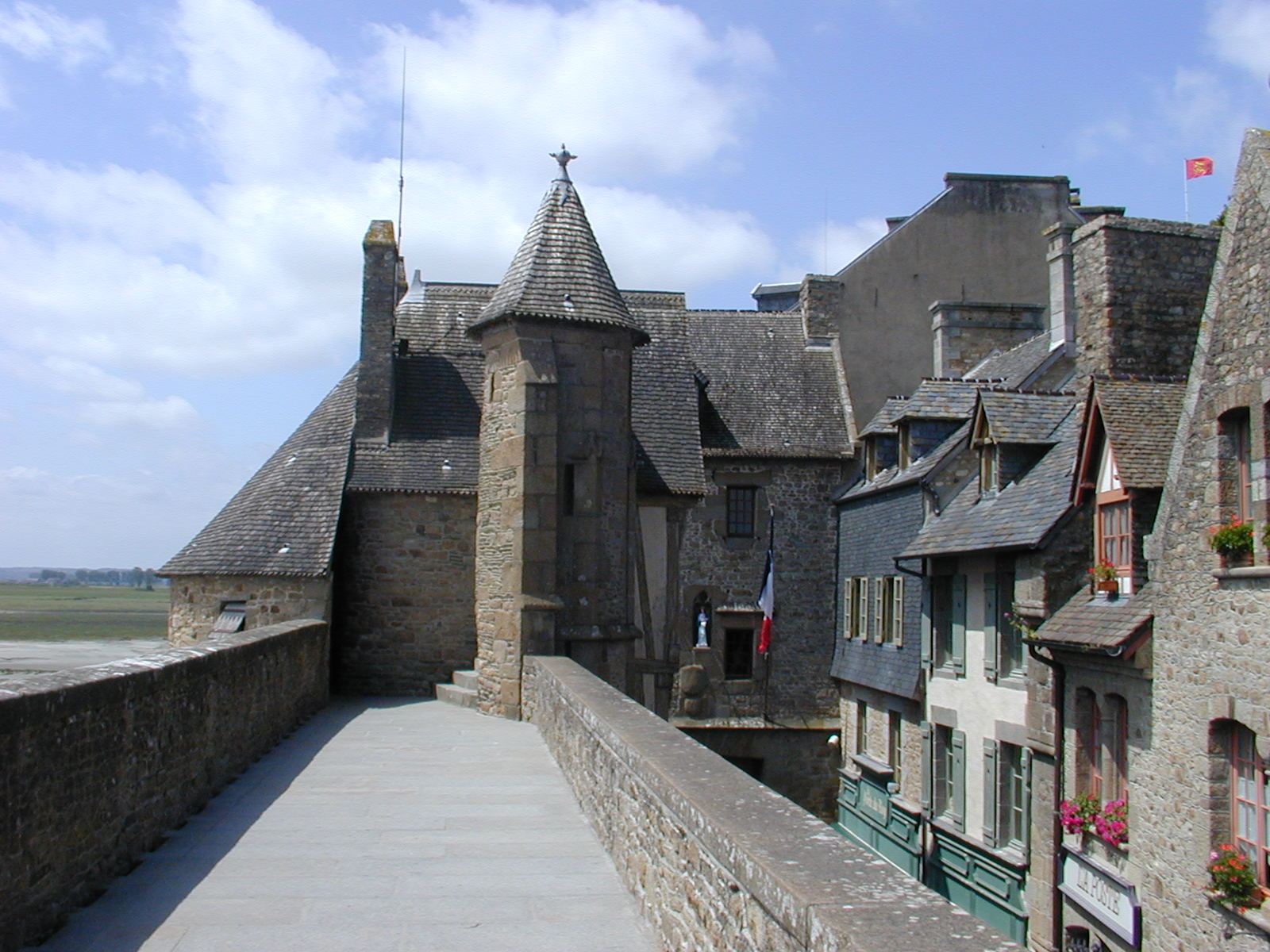
Bastion przy bramie wejściowej

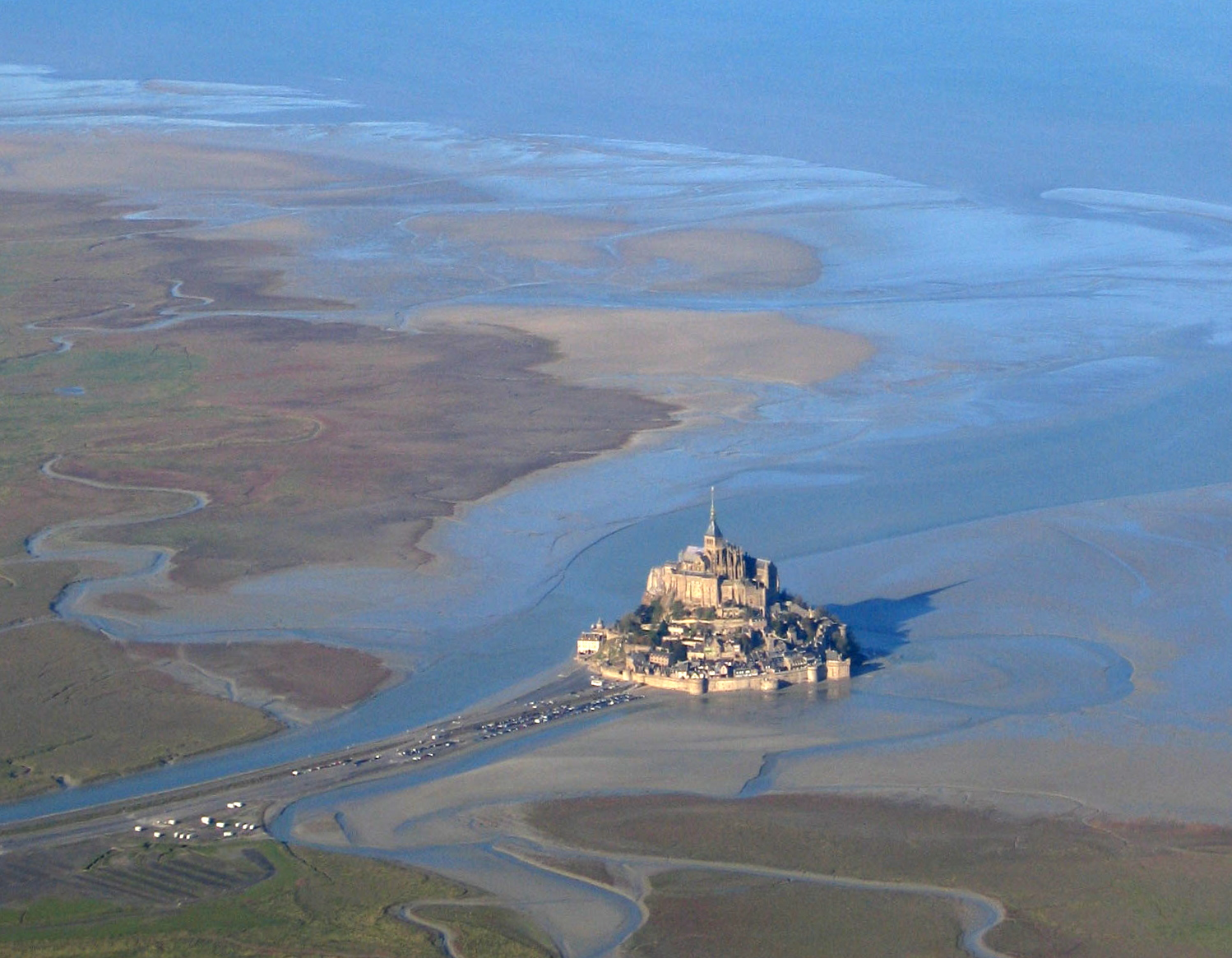
Widok wzgórza z lotu ptaka

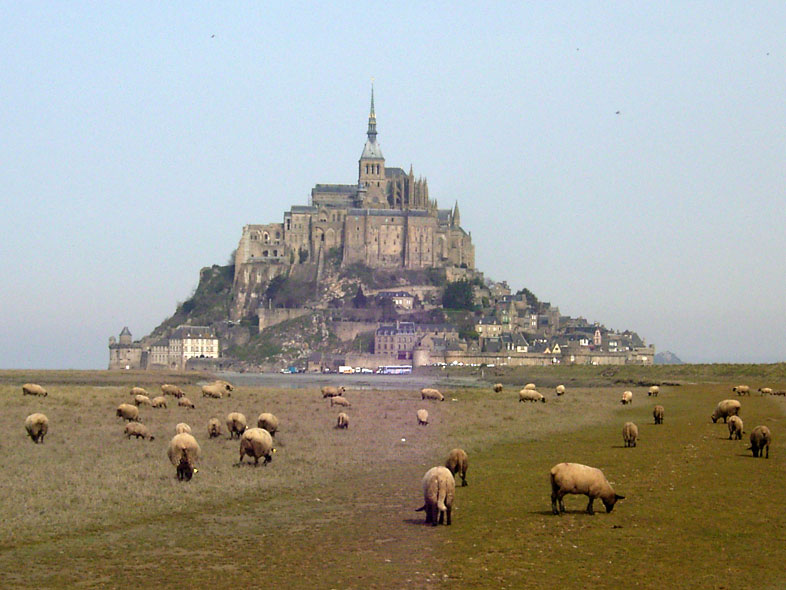
Pastwisko moutons de pré-salé przed Mont Saint-Michel

Opactwo benedyktyńskie powstawało począwszy od X wieku z zestawionych, zachodzących na siebie części w stylach romańskim i gotyckim. Różne budowle konieczne do funkcjonowania klasztoru zostały stłoczone na ciasnej i niewygodnej przestrzeni.
Merveille usytuowana na północy opactwa zawierała krużganek klasztorny podzielony na refektarz, fraternię i spiżarnię – przykład funkcjonalnego połączenia. W ten sam sposób zabudowania Balle-Chaise i dormitorium łączą funkcje administracyjne opactwa z działalnością kulturalną.

### Notre-Dame Sous-Terre
Pierwotny kościół klasztorny wzniesiony w czasach fundacji benedyktyńskiej z 966 roku został całkowicie pochłonięty przez powiększający się klasztor. Nowe budowle pojawiały się kolejno po wschodniej stronie świątyni, na wyższych piętrach skały i na samym szczycie wzgórza.
W efekcie rozbudowy pierwotny kościół został zupełnie zapomniany i odkryty na nowo dopiero na przełomie XIX i XX wieku w czasie prac wykopaliskowych w tym miejscu prowadzonych. Dzisiaj odrestaurowany kościół stanowi wspaniały przykład architektury romańskiej.

### Konstrukcje XI wieku
Rosnąca coraz bardziej liczba pielgrzymów zmusiła do zbudowania większego kościoła na miejscu dawnych budynków klasztornych, na północ od pierwotnego kościoła Notre-Dame-Sous-Terre.
Nowa świątynia miała trzy krypty: kaplicę Trente-Cierges (pol. Trzydziestu świec) w transepcie północnym, złotą kryptę chóru (inaczej Kaplica wielkich kolumn) na wschodzie i kaplicę św. Marcina (1031-1047) w transepcie południowym.
Budowa nawy głównej i transeptu została zapoczątkowana przez opata Ranulphe’a w 1060 roku.
W 1080 roku na północ od kościoła pierwotnego zostały wzniesione trzy piętra budynków klasztornych, w których mieściła się sala północna służąca do przyjmowania pielgrzymów, jako promenada (droga spacerowa) dla mnichów oraz dormitorium. Ponadto zaczęto budować jałmużnik i spiżarnię przyszłego klasztoru Merveille. Pierwotny kościół Notre-Dame-Sous-Terre, całkowicie wchłonięty przez nowe zabudowania był jednak jeszcze wykorzystywany jako miejsce kultu religijnego.

### Konstrukcje XII wieku
W 1103 roku trzy dzwony zachodniej nawy nowego kościoła runęły na klasztorne budynki, gdyż nie były wystarczająco solidnie osadzone. Odbudową zajął się opat Roger II (1115–1125).
Na zachodzie i północnym zachodzie, opat Robert de Torini (1154–1186) zarządził konstrukcję nowego zespołu budynków klasztornych, mieszczących nowe cele, izbę chorych i kaplicę św. Szczepana. Poza tym przerobił przejścia prowadzące do Notre-Dame-Sous-Terre dla uniemożliwienia kontaktów pomiędzy zakonnikami a pielgrzymami.

### Konstrukcje XIII wieku
Opat Raoul-des-Îles (1212–1218) w miejscu jałmużnika wybudowanego przez Rogera II założył salę gości (1215–1217) i refektarz (1217–1220), natomiast nad spiżarnią salę rycerską (1220–1225) i wirydarz (1225–1228). Wszystkie te obiekty stanowiły całość zwaną Merveille (Cud).
Z inicjatywy opata Richarda Turstina (1236–1246) po wschodniej stronie została wzniesiona sala straży, przyszłe wejście do opactwa i nowa sala sprawiedliwości (Officialité, 1257), które wspólnie tworzą zespół Belle-Chaise.

### Konstrukcje XIV, XV i XVI wieku
W czasach administracji opata Pierre Le Roy (1386–1410) zostały dokończone fortyfikacje: około roku 1393 zbudowane zostały dwie wieże Chatelet, a po nich kolejno: La Tour Perrine i La Bailliverie. Powstały też apartamenty opata.
W 1421 roku runął romański chór opactwa, który został zrekonstruowany w dwóch fazach w latach 1446–1450 i 1499-1523 w gotyckim stylu flamboyant.

### Konstrukcje XVIII wieku
W wyniku pożaru w 1776 roku postanowiono wyburzyć trzy przęsła zachodnie opactwa, a w 1780 roku została zbudowana nowa fasada (front budynku) w stylu neoklasycystycznym, której fundamenty skróciły o połowę położony pod nimi pierwotny kościół Notre-Dame-Sous-Terre.

### Odbudowa w XIX i XX wieku
W 1817 roku z powodu licznych modyfikacji wykonanych przez władze penitencjarne, żeby pomieścić warsztaty dla więźniów, zawaliła się jedna część konstrukcji wzniesiona za czasów opata Roberta de Torigni (1154–1186).
Po sklasyfikowaniu opactwa jako pomnika historycznego w 1874 roku zostały przeprowadzone przez Corroyera pierwsze pilne prace wzmacniające i konserwacyjne.
W 1896 roku nad kościołem została wzniesiona iglica, która sięga 170 metrów nad poziomem morza. W 1898 roku wykopaliska Gouta pod podłożem kościoła doprowadziły do ponownego odkrycia Notre-Dame-Sous-Terre, który został oddany do użytku w 1959 roku dzięki zastosowaniu przez architekta Froidevauxa wzmocnień z betonu sprężonego, które podtrzymują wyżej położony kościół.

## Lista opatów
966–991: Maynard I
991–1009: Maynard II
1009–1017: Hildebert I
1017–1023: Hildebert II
1025–1051: Almod
1051–1055: Théodoric
1055–1058: Suppo
1058–1058/60: Radulphe o Raoul de Beaumont
1060/65–1084: Ranulphe o Renaut de Bayeux
1085–1102: Roger I
1106–1122: Roger II
1125–1131: Richard de Mère
1131–1149: Bernard du Bec
1149–1150: Geoffroy
1151–1153: Richard de la Mouche, Robert Hardy
1154–1186: Robert de Torigni
1186–1191: Martin de Furmendi
1191–1212: Jourdain
1212–1218: Radulphe o Raoul des Îles
1218–1223: Thomas des Chambres
1225–1236: Raoul de Villedieu
1236–1264: Richard Turstin
1264–1271: Nicolas Alexandre
1271–1279: Nicolas Famigot
1279–1298: Jean Le Faë
1299–1314: Guillaume du Château
1314–1334: Jean de la Porte
1334–1362: Nicolas le Vitrier
1363–1386: Geoffroy de Servon
1386–1410: Pierre le Roy
1410–1444: Robert Jolivet
1444–1483: Guillaume d’Estouteville
1483–1499: André Laure
1499–1510: Guillaume de Lamps
1510–1513: Guérin Laure
1515–1523: Jean de Lamps
1524–1543: Jean le Veneur
1543–1558: Jacques d’Annebault
1558–1570: François Le Roux d’Anort
1570–1587: Arthur de Cossé-Brissac
1588–1615: François de Joyeuse
1615–1641: Henri de Lorraine, duca di Guise
1641–1643: Ruzé d’Effiat
1644–1670: Jacques de Souvré
1670–1703: Étienne Texier d’Hautefeuille
1703–1718: Karq de Bebambourg
1721–1766: Charles Maurice de Broglie
1766–1769: Étienne-Charles de Loménie de Brienne
1788–1791: Louis-Joseph de Montmorency-Laval

## Pielgrzymki
Dwa razy w roku, w pierwszą niedzielę maja i 29 września, do Mont Saint-Michel przybywają tłumy pielgrzymów-katolików. W te dni odbywają się uroczystości związane z kultem świętego Michała Archanioła. Liczba pielgrzymów wynosi zwykle około 60 tysięcy.

## Odniesienia w kulturze
W osadzonej w czasie II wojny światowej grze Sniper Elite 5, w trzeciej misji, gracze odwiedzają Beaumont-Saint-Denis, będące fikcyjną lokacją silnie inspirowaną opactwem Mont Saint-Michel.